# اداره (فصل ۱)
فصل یک مجموعه تلویزیونی کمدی اداره برای اولین بار در ۲۴ مارس ۲۰۰۵ از ان‌بی‌سی پخش شد و در ۲۶ آوریل ۲۰۰۵ به پایان رسید و شامل شش قسمت بود. اداره اقتباسی آمریکایی از مجموعه تلویزیونی بریتانیایی به همین نام است و در قالب مستندنما ارائه می‌شود. این مجموعه داستان زندگی روزمره گروهی از کارمندان در شرکت کاغذ داندر میفلین در اسکرانتون، پنسیلوانیا را روایت می‌کند. در این فصل استیو کارل، رین ویلسون، جان کرازینسکی، جنا فیشر و بی جی نواک بازی می‌کنند.
این فصل شخصیت‌های اصلی را معرفی کرد و نمای کلی مجموعه را شکل داد که حول محور مایکل اسکات (استیو کرل)، مدیر منطقه‌ای دفتر شعبه اسکرانتون که تلاش می‌کند تا سازندگان فیلم مستند را متقاعد کند که او ریاست یک دفتر شاد و خوب را بر عهده دارد می‌چرخد. در همین حال، جیم هالپرت (کرازینسکی) که سعی در تضعیف کردن فروشنده هم‌مقام خود، دوایت شروت (رین ویلسون) دارد. پم بیزلی (جینا فیشر)، مسئول پذیرش سعی می‌کند با حساسیت‌های مایکل مقابله کند. کارمند موقت رایان هوارد (نواک) بیشتر حالت ناظر دیوانگی و ماجراهای اطراف خود را دارد.
فصل یک سریال اداره سه شنبه‌ها در ایالات متحده ساعت ۹:۳۰ پس از ظهر پخش می‌شد. این فصل به جز قسمت یکم آزمایشی که بازخوردهای گوناگونی داشت، نمرات بالا و بازخوردهای مثبتی گرفت، در حالی که برخی قسمت پایلوت لذت را پسندیدند، دیگران اظهار داشتند که این قسمت فقط یک کپی از قسمت یک نسخه اصلی انگلیسی است. سرگرمی خانگی یونیورسال پیکچرز در شانزدهم اوت ۲۰۰۵ فصل یک را در یک دی‌وی‌دی منتشر کرد. دی‌وی‌دی شامل هر شش قسمت بود و همراه با مصاحبه با سازندگان، نویسندگان، بازیگران و کارگردانان در بیشتر قسمت‌ها، و همچنین صحنه‌های حذف‌شده بود.

## تولید
فصل یکم مجموعه توسط رویل پروداکشنز و استودیوی دیدل-دی و با همکاری یونیورسال تله‌ویژن ساخته شد. این سریال براساس سریال انگلیسی ساخته شده توسط ریکی جرویز و استیون مرچنت ساخته شده‌است که همچنین تهیه‌کنندگان اجرایی این نمایش هستند و توسط گرگ دنیلز، تهیه‌کننده اجرایی، همراه با مشاورین تهیه‌کننده‌های لری ویلمور و لستر لوئیز تهیه شده‌است. از جمله نویسندگان می‌توان از گرگ دنیلز، ریکی جرویز، استیون مرچنت، و مایکل شور نام برد. میندی کالینگ، پل لیبرشتاین و بی جی نواک دو برابر دیگران به عنوان نویسنده و بازیگر در مجموعه حضور دارند و آن‌ها سه قسمت در فصل اول را نیز نویسندگی کردند. برای این فصل، مایکل شور یک تهیه‌کننده مشترک، کالینگ یک نویسنده ارشد و لیبرشتاین یک تهیه‌کننده مشاور بود و نواک ویراستار اجرایی داستان بود. قسمت اول، «پایلوت» توسط دنیلز نوشته شد اما بیشتر قسمت از «قسمت یک» نسخه بریتانیایی اقتباس شد و بسیاری از صحنه‌ها تقریباً به صورت لفظی منتقل شدند.
فصل یک قسمت‌هایی داشت که توسط پنج کارگردان مختلف ساخته شدند. اداره، علاوه بر «تیم کارگردانان»، چندین کارگردان آزاد جدا دارد. کن کواپیس دو قسمت نخست را کارگردانی کرد، «پایلوت» و «روز تنوع» و در کل مجموعه ۱۱ قسمت دیگر از جمله قسمت پایانی را کارگردانی کرد. کن ویتینگهام که «مراقبت سلامت» را کارگرادنی کرد، در کل مجموعه هشت قسمت دیگر را نیز کارگردانی کرد. دنیلز قسمت «بسکتبال» را ساخت و کارگردانی کرد. اداره تقریباً به‌طور کامل در یک ساختمان اداره در لس آنجلس، کالیفرنیا فیلمبرداری شد اما صحنه پیش از تیتراژ توسط جان کرازینسکی در خود شهر اسکرانتون، پنسیلوانیا، جایی که مجموعه در آن قرار دارد فیلمبرداری شد.

## گروه بازیگران
بسیاری از شخصیت‌های نمایش‌داده‌شده توسط اداره از شخصیت‌های مجموعه اصلی بریتانیایی الهام گرفته‌اند. با این وجود که این شخصیت‌ها نگرش‌ها و رفتارهای مشابه همتایان بریتانیایی خود دارند اما برای این که برای مخاطبان آمریکایی مناسب‌تر باشند کمی از نو طراحی شدند. این مجموعه به‌طور کلی برای گروه بازیگران بزرگی که دارد شناخته شده‌است و بسیاری از بازیگران نیز برای بداهه‌پردازی‌شان شناخته شده‌اند.

### اصلی
- استیو کرل در نقش مایکل اسکات، مدیر منطقه‌ای شعبه اسکرانتون داندر میفلین.[۶] این شخصیت کمابیش از دیوید برنت، شخصیت جرویز در نسخه بریتانیایی الهام گرفته‌است.[۷] او مردی تنها و کودن است که با استفاده از کمدی در محل کار اداره، تلاش می‌کند دوست پیدا کند که در روند آن خود را بد نشان می‌دهد.
- رین ویلسون در نقش دوایت شروت، که بر پایه شخصیت گرث کینان در نسخه بریتانیایی است، کمک مدیر منطقه‌ای است.[۸]
- جان کرازینسکی در نقش جیم هالپرت، شخصیتی دقل‌بازدارد و یکی از فروشندگان است که شخصیت او بر پایه تیم کنتربری در نسخه بریتانیایی است. او همچنین به مدیر پذیرش اداره، پم بیزلی علاقه احساسی دارد.[۹]
- جینا فیشر در نقش پم بیزلی، شخصیتی که بر پایه داون تیزلی در نسخه بریتانیایی است. او خجالتی است اما در شوخی‌های جیم با دوایت به او کمک می‌کند.[۱۰]
- بی جی نواک در نقش رایان هوارد، که یک کارمند موقت است.[۱۱]

### مکمل
- ملورا هاردین در نقش جن لوینسون، رئیس فروش‌های منطقه‌ای.
- دیوید دنمان در نقش روی اندرسون، کارگر انبار و نامزد پم.
- لسلی دیوید بیکر در نقش استنلی هادسون، یک فروشنده.
- برایان بومگارتنر در نقش کوین مالون، یک حسابدار کندذهن.
- کرید برتن در نقش کرید برتن، ضامن کیفیت.
- کیت فلانری در نقش مردیث پالمر، کارپرداز بی‌دقت.
- میندی کالینگ در نقش کلی کاپور، نماینده خدمات مشتریان.
- آنجلا کینزی در نقش آنجلا مارتین، حسابداری که علاقه عاشقانه دوایت است.
- پل لیبرشتاین در نقش توبی فلندرسون، نماینده منابع انسانی غمگین.
- اسکار نونز در نقش اسکار مارتینز، یک حسابدار باهوش.
- کریگ رابینسون در نقش دریل فیلبین، سرپرست انبار.
- فیلیس اسمیت در نقش فیلیس ونس، یک فروشنده.
- دوون ابنر در نقش دوون وایت، نماینده روابط.[۱۲]

### مهمان
- توبی هاس در نقش تاد پکر، یک فروشنده گستاخ که بهترین دوست مایکل است.[۱۳]
- لری ویلمور در نقش آقای براون، یک مشاور که به کارمندان اداره دربارهٔ تنوع و تحمل آموزش می‌دهد.
- پاتریس اونیل در نقش لانی کالینز، یک کارگر انبار.
- ایمی آدامز در نقش کیتی مور، یک فروشنده کیف دستی.

## پخش و بازتاب‌ها

### رتبه‌بندی‌ها

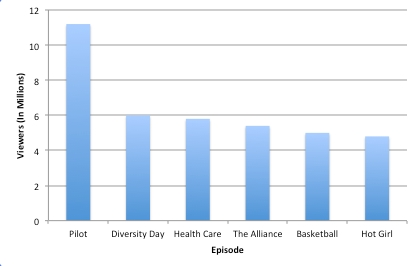
نمرات قسمت‌های فصل یکم اداره

قسمت نخست اداره در رتبه‌بندی‌ها و نقدها به خوبی استقبال شد و بیش از یک میلیون بیننده داشت. همچنین این قسمت در بازه زمانی پخش تلویزیون رتبه سوم شد. قسمت یک در عصر پنجشنبه پخش شد و بین پخش قسمت یک و دو، اداره به زمان‌بندی عادی عصرهای سه‌شنبه برگشت. میزان بینندگان اداره در زمان کوتاهی سقوط کرد و میانگین قسمت‌ها زیر ۶ میلیون بیننده داشت که فقط کمی بیشتر از نیمی از بینندگان قسمت یک بود. قسمت پایانی فصل یک، «دختر جذاب»، یکی از پایین‌ترین نمرات را در کل مجموعه به دست آورد و از ۱۰ تنها ۲٬۲ شد. پس از بازتاب‌های تار و بی‌درخشش این قسمت، بسیاری از منتقدان پیش‌بینی کردند که عملاً «دختر جذاب» قسمت پایانی کل مجموعه خواهد بود. کل فصل یک اداره به‌طور میانگین ۵٬۴ میلیون بیننده داشت که در فصل تلویزیونی ۲۰۰۴–۲۰۰۵ آمریکا رتبه ۱۰۲ را به دست آورد.

### نقدها

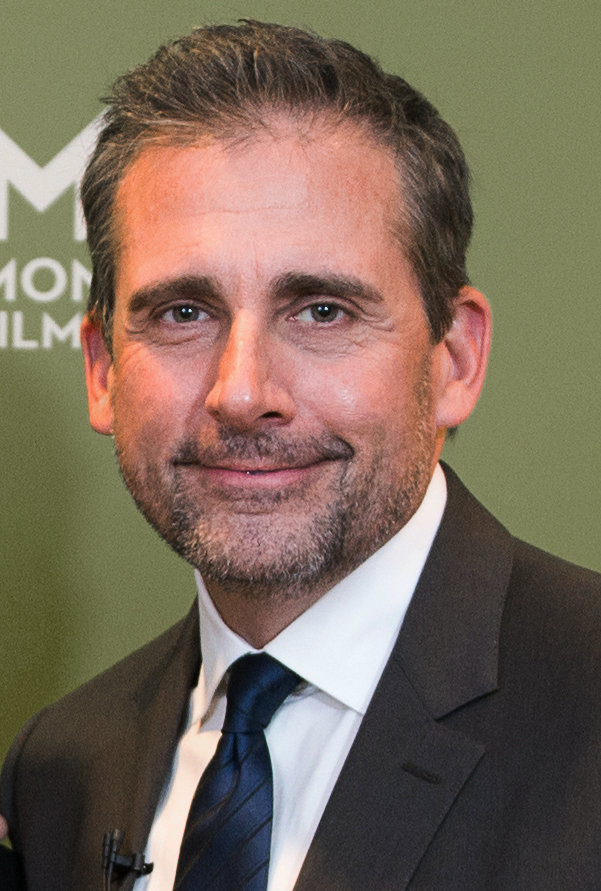
در ابتدا از استیو کرل برای نحوه بازی کردن مایکل اسکات انتقاد شد، اما به زودی شخصیت او مورد استقبال قرار گرفت.

قسمت نخست مجموعه، «پایلوت»، به‌طور گسترده‌ای از منتقدان بازخوردهای گوناگونی دریافت کرد. پس از قسمت یک، بسیاری از منتقدان فکر کردند اداره یک بازسازی شکست‌خورده از رسانه کمدی بریتانیایی خواهد بود. دزرت مورنینگ نیوز باور داشت که اداره یک بازسازی شکست‌خورده‌است و گفت «شاید پس از مرگ سریع اداره، شبکه ان‌بی‌سی خواهد فهمید که آمریکایی کردن مجموعه‌های کمدی بریتانیایی ایده خوبی نخواهد بود.» نیویورک دیلی نیوز گفت که «مجموعه نه خنده‌دار است نه شجاعانه» و افزود که «نسخه بازسازی ان‌بی‌سی چنان آبکی است که به جز گل‌آلودگی چیزی نمانده.» لس آنجلس تایمز گلایه داشت که استیو کرل که نقش مایکل اسکات را بازی می‌کند و در فیلم گوینده: افسانه ران برگندی نیز حضور داشت، «زیادی کارتونی است» و گفت که «گم‌شدن در برگردانی ناراحتی شخصیت‌ها است.»
با وجود این انتقادها، دیگر قسمت‌های مجموعه توسط منتقدان ستوده شدند. در وبگاه متاکریتیک فصل ۱ نمره ۶۲ از ۱۰۰ را به دست آورد و در آن‌جا «مثبت کلی» شد. مجله تایم نوشت که «این که پس از سال‌ها اصلی‌ترین مجموعه کمدی موقعیت ان‌بی‌سی یک بازسازی است کمی کنایه‌آمیز است، اما چه کسی اهمیت می‌دهد؟ اداره یک برداشت جسورانه از تنش‌های محل‌های کار آمریکایی است.» بوستون.کام احساس کرد که فصل ۱ اداره خوب است و تفاوت‌های شخصیت‌های مجموعه اصلی بریتانیایی و بازسازی آمریکایی آن به جذابیتش افزوده‌است. راب اوون از پیتسبورگ پست گزت احساس کرد که با وجود اینکه ان‌بی‌سی در گذشته با بازسازی‌هایش شکست خورده بود، اداره یک استثنا است و فصل یک آن موفق بوده‌است. انترتینمنت ویکلی به فصل یک نمره «ب+» را داد و نوشت که «اداره در نشان دادن سخت‌گیری‌ها و ناجوری‌ها و هماوری‌های زندگی اتاقک را موفق بوده» و ۵ قسمت پایانی نشان دادند که مجموعه «از مراحل سخت به خوبی گذشته‌است.»
افزوده بر آن، روز تنوع، قسمت دوم، یکی از بهترین قسمت‌های کل مجموعه به‌شمار می‌رود. تی‌وی گاید آن را نوزدهمین قسمت تلویزیونی برتر در سال ۲۰۰۹ خواند. مجله رولینگ استون صحنه‌ای که مایکل قصد نشان دادن تنوع و گوناگونی را دارد را سومین لحظه برتر در مجموعه اداره خواند.

### جوایز
در سال اولش، اداره برای جوایز گوناگونی نامزد شد که سه تا جایزه انجمن نویسندگان آمریکا نیز شاملش بود. این‌ها شامل جایزه بهترین کمدی و بهترین مجموعه جدید نیز بود. افزوده بر آن، بی جی نواک برای نویسندگی قسمت روز تنوع نامزد جایزه انجمن نویسندگان آمریکا برای بهترین فیلمنامه - کمدی قسمتی شد.

## قسمت‌ها
| شم. کلی | شم. در فصل | عنوان          | کارگردان      | نویسنده                              | تاریخ انتشار اصلی | کد تولید | ایالات متحده تعداد بیننده (میلیون) |
| --- | ---------- | -------------- | ------------- | ------------------------------------ | ----------------- | -------- | ---------------------------------- |
| ۱ | ۱          | «پایلوت»       | کن کواپیس     | ریکی جرویز و استفن مرچنت و گرگ دنیلز | ۲۴ مارس ۲۰۰۵      | ۱۰۰۱     | ۱۱٬۲۰                              |
| یک گروه مستندسازی به اسکرانتون، پنسیلوانیا و ادارات داندر میفلین می‌رود تا به کارمندان نظارت کند و دربارهٔ اداره کردن پژوهش کنند. مدیر منطقه‌ای مایکل اسکات (استیو کرل) تلاش می‌کند هنگامی که شایعه کوچک‌سازی شرکت می‌آید خود را خوشحال نشان دهد. همچنین یک کارمند موقتی به نام رایان هوارد (بی جی نواک) به اداره می‌پیوندد، و فروشنده جیم هالپرت (جان کرازینسکی) یک فروشنده دیگر به نام دوایت شروت (رین ویلسون) را بیشتر برای لذت بردن پذیرش‌گر پم بیزلی (جینا فیشر) با او شوخی می‌کند و آزار می‌دهد. |            |                |               |                                      |                   |          |                                    |
| ۲ | ۲          | «روز تنوع»     | کن کواپیس     | بی جی نواک                           | ۲۹ مارس ۲۰۰۵      | ۱۰۰۲     | ۶٬۰۰                               |
| پس از الهام‌گیری جنجالی مایکل از یک استنداپ کمدی کریس راک، مدیران شرکت را مجبور می‌کند یک سمینار دربارهٔ تنوع نژادی برگزار کند. یک مشاور (بازیگر مهمان لری ویلمور) برای یاد دادن تحمل و تنوع مردم به اداره می‌آید اما مایکل برای بیان کردن دانش خود پافاشاری می‌کند که مشاور و تمامی کارمندان را خشمگین می‌کند و سپس سمینار نژادی خود را راه‌اندازی می‌کند. او به مرور هر کارمند را با یک برچسب که هرکدام نام یک نژاد برروی آن نوشته شده و به مرور دیگران را خشمگین‌تر می‌کند. در همین حال، جیم در نگه داشتن یک قرارداد پرسود شکست می‌خورد و دوایت آن را به دست می‌آورد. با این حال، زمانی که پم برروی شانه جیم خوابش می‌برد، او نتیجه می‌گیرد که «روز بدی نبود.» |            |                |               |                                      |                   |          |                                    |
| ۳ | ۳          | «مراقبت سلامت» | کن ویتینگهام  | پل لیبرشتاین                         | ۵ آوریل ۲۰۰۵      | ۱۰۰۶     | ۵٬۸۰                               |
| در تلاش برای به دست آوردن پول برای جلوگیری از کوچک‌سازی شرکت، مایکل دوایت را برای برنامه‌ریزی مراقبت سلامت شرکت گزینش می‌کند. برنامه‌ریزی انتخابی دوایت سودها را کاهش می‌دهد که باعث خشم سایر کارمندان می‌شود. در تلاش برای آرام کردن آن‌ها، مایکل قول می‌دهد که یک سورپرایز دارد و باقی روز را برای تقلای سورپرایز خود می‌گذراند. کارمندان منتظر سورپرایز مایکل می‌مانند و به‌شکل ناجوری او سورپرایزی نداشت. در این حال، جیم و پم خود را با فرم‌های پزشکی دوایت سرگرم می‌کنند. |            |                |               |                                      |                   |          |                                    |
| ۴ | ۴          | «اتحاد»        | برایان گوردون | مایکل شور                            | ۱۲ آوریل ۲۰۰۵     | ۱۰۰۴     | ۵٬۴۰                               |
| درحالی که شایعات کوچک‌سازی به گوش می‌رسند، کارمندان اداره دچار پارانویا می‌شوند. دوایت یک اتحادیه با جیم و پم ضد دیگر کارمندان شکل می‌دهد. در این حال، مایکل یک جشن روحیه‌دهنده و تولد برای نماینده روابط تامین‌کننده مردیت پالمر (کیت فلانری) می‌گیرد، اما تولد او یک ماه دیگر است. مایکل بر سر نوشتن بهترین پیام در کارت تولد به خود می‌پیچد و در پایان، شوخی‌های او نتوانستند درست مفهوم خود را برسانند و جشن را خراب کردند. |            |                |               |                                      |                   |          |                                    |
| ۵ | ۵          | «بسکتبال»      | گرگ دنیلز     | گرگ دنیلز                            | ۱۹ آوریل ۲۰۰۵     | ۱۰۰۵     | ۵٬۰۰                               |
| مایکل کارمندان اداره را برای یک بازی بسکتبال به انبار با کارمندان آنجا می‌برد. از طریق ایده‌های جنسیتی و نژآدی، مایکل ضعیف‌ترین کارمندان اداره را به ورزشکاران ترجیح می‌دهد. مایکل مدعی یک «خطای عمدی شخصی آشکار» می‌شود و بازی را متوقف می‌کند و تیم خود را به عنوان برندگان اعلام می‌کند. کارمندان انبار این را نادرست می‌دانند. مایکل تحت فشار قرار می‌گیرد و در پایان کارمندان انبار را برنده اعلام می‌کند. مایکل به مرور به کارمندان اداره می‌گوید مجبور نیستند دوشنبه بیایند اما کمی به آرامش آن‌ها کمک می‌کند: «مثلاً یک روز اضافی آمدن ممکن است به جلوگیری از کوچک‌سازی‌مان کمک کند.»                                                                       |            |                |               |                                      |                   |          |                                    |
| ۶ | ۶          | «دختر جذاب»    | ایمی هکرلینگ  | میندی کالینگ                         | ۲۶ آوریل ۲۰۰۵     | ۱۰۰۳     | ۴٬۸۰                               |
| زمانی که یک فروشنده کیف دستی جذاب به نام کیتی (ایمی آدامز) به اداره می‌آید، مایکل و دوایت به‌طور واضح برای جلب توجه او رقابت می‌کنند. در همین حال، شرکت به کارمند برتر ۱۰۰۰ دلار جایزه می‌دهد اما مایکل برای جذب کردن کیتی آن را خرج یک دستگاه اسپرسو می‌کند. با این حال در پایان، او با جیم می‌رود و روحیه هر دو مایکل و دوایت را تخریب می‌کند. |            |                |               |                                      |                   |          |                                    |

## عرضه دی‌وی‌دی
| اداره: فصل یک کامل                                                                                            | | | | | | | |
| محتویات | محتویات | محتویات | محتویات | ویژگی‌های خاص | ویژگی‌های خاص | ویژگی‌های خاص | ویژگی‌های خاص |
| - ۶ قسمت - ۱ ست دی‌وی‌دی - نسبت تصویر ۱٬۷۸:۱ - زیرنویس: انگلیسی، اسپانیایی - انگلیسی (دالبی دیجیتال ۲٬۰ استریو) | - ۶ قسمت - ۱ ست دی‌وی‌دی - نسبت تصویر ۱٬۷۸:۱ - زیرنویس: انگلیسی، اسپانیایی - انگلیسی (دالبی دیجیتال ۲٬۰ استریو) | - ۶ قسمت - ۱ ست دی‌وی‌دی - نسبت تصویر ۱٬۷۸:۱ - زیرنویس: انگلیسی، اسپانیایی - انگلیسی (دالبی دیجیتال ۲٬۰ استریو) | - ۶ قسمت - ۱ ست دی‌وی‌دی - نسبت تصویر ۱٬۷۸:۱ - زیرنویس: انگلیسی، اسپانیایی - انگلیسی (دالبی دیجیتال ۲٬۰ استریو) | - مصاحبه با کارگردانان، بازیگران و نویسندگان دربارهٔ ۴ قسمت از مجموعه: «پایلوت» «روز تنوع» «اتحاد» «بسکتبال» - صحنه‌های حذف‌شده از هر قسمت | - مصاحبه با کارگردانان، بازیگران و نویسندگان دربارهٔ ۴ قسمت از مجموعه: «پایلوت» «روز تنوع» «اتحاد» «بسکتبال» - صحنه‌های حذف‌شده از هر قسمت | - مصاحبه با کارگردانان، بازیگران و نویسندگان دربارهٔ ۴ قسمت از مجموعه: «پایلوت» «روز تنوع» «اتحاد» «بسکتبال» - صحنه‌های حذف‌شده از هر قسمت | - مصاحبه با کارگردانان، بازیگران و نویسندگان دربارهٔ ۴ قسمت از مجموعه: «پایلوت» «روز تنوع» «اتحاد» «بسکتبال» - صحنه‌های حذف‌شده از هر قسمت |
| روز عرضه | | | | | | | |
| منطقه ۱ | منطقه ۱ | منطقه ۱ | منطقه ۱ | منطقه ۲ | منطقه ۲ | منطقه ۲ | منطقه ۲ |
| ۱۶ اوت ۲۰۰۵                                                                                                   | ۱۶ اوت ۲۰۰۵                                                                                                   | ۱۶ اوت ۲۰۰۵                                                                                                   | ۱۶ اوت ۲۰۰۵                                                                                                   | ۱۰ آوریل ۲۰۰۶ | ۱۰ آوریل ۲۰۰۶ | ۱۰ آوریل ۲۰۰۶ | ۱۰ آوریل ۲۰۰۶ |